# Aufsteigende Macht

Euler-Diagramm einiger internationaler Koalitionen (BASIC, BRICS, G5 und IBAS/IBSA) mehrerer wichtiger Schwellenländer

Eine aufsteigende Macht, auch aufstrebende Macht, ist ein Staat oder ein Zusammenschluss von Staaten mit deutlich wachsendem Einfluss im internationalen Staatensystem. Eine solche Macht strebt eine mächtigere Position oder Rolle in ihren internationalen Beziehungen an, entweder auf regionaler oder globaler Ebene, und verfügt über ausreichende Ressourcen, um solche Ziele potenziell zu erreichen. Der Begriff begann, im 21. Jahrhundert mit dem politischen Aufstieg und wirtschaftlichen Wachstum von Staaten wie Indien oder der Volksrepublik China an Bedeutung zu gewinnen und wird auch auf andere aufstrebende Schwellenländer angewandt. Tatsächlich gibt es auf- und absteigende Mächte aber schon seit der Gründung der ersten Staaten. Als historische Beispiele können das Deutsche Kaiserreich nach der Einigung Deutschlands oder das Japanische Kaiserreich in der Periode nach der Meiji-Restauration gelten.
Der Zeitpunkt, in dem eine neue aufstrebende Macht eine alte absteigende Macht als neue regionale oder globale Hegemonialmacht abzulösen versucht, ist laut dem US-amerikanischen Politikwissenschaftler Graham T. Allison mit dem hohen Risiko eines Krieges zwischen den beiden Mächten verbunden und als Thukydides-Falle bekannt.

## Eigenschaften
Es gibt nur wenige exakte Definitionen des Begriffs aufstrebende Macht. Daher gibt es auch keinen Standard oder eine einheitliche Methode, um zu entscheiden, welche Staaten aufstrebende Mächte sind. Ein grundlegendes Merkmal einer aufstrebenden Macht ist jedoch, dass es sich auch um eine aufstrebende Wirtschaft handelt, da die wirtschaftliche Entwicklung eine notwendige Voraussetzung für den politischen und militärischen Aufstieg ist. Eine sich vergrößernde kulturelle, diplomatische und militärische Macht oder eine wachsende Bevölkerung können Zeichen einer aufstrebenden Macht sein, werden ohne ein entsprechendes wirtschaftliches Wachstum jedoch kaum nachhaltig durchzuhalten sein.
Die BRICS werden oft als aufstrebende Mächte bezeichnet, die sich jedoch in unterschiedlichen Entwicklungsstadien befinden und über ein unterschiedliches Potenzial verfügen. Russland beispielsweise, das einst eine Supermacht war, ist nach dem Zusammenbruch der Sowjetunion dabei, einige Aspekte seiner Macht wiederzugewinnen. China und Indien gelten als potenzielle Supermächte, während Brasilien als mögliche Großmacht gilt.
Einige Staaten gelten als kommende Mächte in bestimmten Bereichen. So wurde Südkorea aufgrund der koreanischen Welle als neues kulturelles Machtzentrum bezeichnet. Aufgrund der Kontrolle über bestimmte Rohstoffe werden einige Länder als neue Supermächte im Bereich der Energie bezeichnet.

## Beispiele
Als Beispiel für aufsteigende Mächte werden häufig die BRICS-Staaten bestehend aus Brasilien, Russland, Indien, China und Südafrika genannt. Auch die CIVETS (Kolumbien, Indonesien, Vietnam, Ägypten, die Türkei und Südafrika) und MINT (Mexiko, Indonesien, Nigeria und die Türkei) werden häufig als aufsteigende Mächte bezeichnet. Die meisten dieser Auflistungen beinhalten Staaten mit einem hohen theoretischen Potenzial. Nicht alle diese Länder werden ihr Potenzial aber auch automatisch erfüllen können. So wird häufig in Brasilien über das eigene Land scherzhaft gesagt, dass es das Land der Zukunft ist und immer sein wird.
Als weitere Staatengruppen mit hohem wirtschaftlichen Wachstum gelten oder galten die Tigerstaaten (Südkorea, Taiwan, Hongkong und Singapur), Pantherstaaten (Indonesien, Malaysia, Thailand, Philippinen und Vietnam) und die baltischen Tiger (Estland, Lettland und Litauen).

## Absteigende Mächte
Als Gegenteil der aufsteigenden Macht gilt eine absteigende Macht. Absteigende Mächte erleben oft einen machtpolitischen und wirtschaftlichen Niedergang und fallen gegenüber anderen Mächten zurück. Als historisches Beispiel dafür kann das Osmanische Reich im 19. Jahrhundert gelten, welches als kranker Mann am Bosporus bezeichnet wurde. Auch die Vereinigten Staaten und das westliche Staatenbündnis im 21. Jahrhundert wurden als absteigende Macht bezeichnet, wobei diese Charakterisierung umstritten ist und ähnliche Ansichten schon in der Vergangenheit geäußert wurden (Siehe: Der Untergang des Abendlandes).